# (12972) Eumaios
(12972) Eumaios (1973 SF1) – planetoida z grupy trojańczyków okrążająca Słońce w ciągu 11,71 lat w średniej odległości 5,15 j.a. Odkryta 19 września 1973 roku.